# Dicellostyles axillaris
Dicellostyles axillaris là một loài thực vật có hoa thuộc họ Malvaceae.
Nó chỉ được tìm thấy ở Sri Lanka.